# Cicinnobella parodiellicola
Cicinnobella parodiellicola är en svampart som beskrevs av Henn. 1904. Cicinnobella parodiellicola ingår i släktet Cicinnobella och familjen Parodiopsidaceae.   Inga underarter finns listade i Catalogue of Life.